# کارکا
آنتونیو د الیویرا فیلو (به پرتغالی: Antônio de Oliveira Filho) معروف به کارِکا (به پرتغالی: Careca) بازیکن فوتبال در پست مهاجم اهل برزیل است که در ۵ اکتبر ۱۹۶۰ در شهر Araraquara برزیل به دنیا آمده‌است.

## باشگاهی
کاره‌کا در باشگاه‌های گوارانی، سائوپائولو، ناپولی، کاشیوا ریسول و سانتوس سابقهٔ حضور دارد. این بازیکن همچنین در سال، ۱۹۸۲–۱۹۹۳ برای، تیم ملی فوتبال برزیل به میدان رفته‌است کاره کا با سائوپائولو قهرمان باشگاه های برزیل شد، سپس به ناپولی ایتالیا که مارادونارا در اختیار داشت پیوست. با ناپولی قهرمان باشگاههای ایتالیا در سری آ و قهرمان سوپر جام ایتالیا شد.  همچنین با زدن شش گل برای ناپولی در اروپا،  موفق شد قهرمانی جام یوفا را کسب کند. 

## تیم ملی
وی همچنین در بین سال‌های ۱۹۸۲ تا ۱۹۹۳ در ۶۴ بازی در ترکیب تیم ملی فوتبال برزیل بازی کرد و ۳۰ گل به ثمر رساند.